# Dans le château de Barbe-bleue
 (septembre 2017).
Dans le château de Barbe-bleue, Notes pour une redéfinition de la culture est un essai de George Steiner publié initialement en langue anglaise en 1971 sous le titre In Bluebeard's Castle: Some Notes Towards the Redefinition of Culture.
La première édition en langue française paraît en 1973 à Paris aux éditions Gallimard sous le titre La Culture contre l'homme, dans la traduction de Lucienne Lotringer ; les rééditions à partir de 1986 se font sous le titre actuel.

## Présentation
L'ouvrage est composé de quatre parties : Le grand ennui ; Une saison en enfer ; Après-culture ; Demain.
George Steiner indique ainsi le thème de son essai : « Les formes de l'ennui et l'appel à la destruction brutale sont-ils des constantes de l'histoire des formes sociales et intellectuelles, dès que celles-ci franchissent un certain seuil de complexité ? Je reviendrai sur cette question à plusieurs reprises. La poser, c'est déjà, de toute évidence, s'engager dans la voie ouverte par Freud lorsqu'il écrivit Malaise dans la civilisation et interroger de nouveau le "pastoralisme" nihiliste de Rousseau. »
Le livre "Dans le Château de Barbe-Bleue" de George Steiner est une étude sur les implications culturelles et les significations littéraires du conte de fées européen classique, "Barbe-Bleue".
Dans ce livre, Steiner examine la signification symbolique de l'histoire, en explorant les thèmes de la masculinité toxique, de la violence envers les femmes, du pouvoir et de la peur de l'inconnu. Il met également en évidence la nature subversive et érotique du conte de fées, qui a souvent été censuré ou édulcoré dans les versions pour enfants. Steiner explore également les variations culturelles de l'histoire, en examinant les versions de "Barbe-Bleue" dans la littérature française, allemande et anglaise, ainsi que dans d'autres traditions, telles que la mythologie grecque et les contes populaires russes.
Juan Asensio relève que cette œuvre est la première fois où Steiner mentionne la responsabilité du christianisme dans l’extermination des Juifs durant la seconde guerre mondiale, l'écrivain et critique littéraire français ajoute que l'auteur de Dans le château de Barbe-bleue « y avance cependant à mots couverts lorsqu’il déclare que "dans les camps a fleuri l’obscénité millénaire de la peur et de la vengeance, cultivée dans l'esprit occidental par les doctrines chrétienne de la damnation"»

En fin de compte, Steiner soutient que "Barbe-Bleue" est un conte de fées intemporel qui continue de résonner dans la culture contemporaine en raison de sa capacité à articuler les peurs et les désirs profonds de l'humanité. 